# Monodramat
Monodramat - gatunek dramatu, w którym głos przyznawano jednej postaci. Jeśli w tekście pojawiali się inni bohaterowie, mogli zabrać głos, lecz ogromna większość tekstu przypadała protagoniście. Monodramat zwykle kończył się śmiercią monologującego bohatera. Rozkwit monodramatu przypada na epokę romantyzmu.
Ten rodzaj sztuk był szczególnie popularny w XIX w., gdy do teatru chodzono "na aktora". Gwiazdy sceny mogły wystąpić w solowych spektaklach i zaprezentować swój talent w całej okazałości.
Odbiciem techniki monodramatu jest czwarta część "Dziadów" Adama Mickiewicza, w których nieszczęśliwie zakochany Gustaw prowadzi swój monolog, a Ksiądz i dzieci jedynie krótkimi kwestiami podtrzymują jego wywód.
Monodramat odróżnia od Monodramu, to że w odróżnieniu od tego drugiego występują w nim, obok głównego bohatera, także inne postacie, jednakże ich rola jest marginalna, a ich kwestie są ograniczone do minimum. 